# 女性の健康とメノポーズを考える会
公益社団法人女性の健康とメノポーズ協会（じょせいのけんこうとめのほーずきょうかい）更年期世代女性が「家庭、地域、職場などで､元気に自らのもてる力を発揮しながら、高齢化社会の中でQOL（生活の質）の高い､前向きな生き方をしていくこと」を目標として、医療・食事・運動をテーマに女性の視点で生涯を通した健康づくりの啓発とサポート活動を提案型で行っている公益社団法人（旧特定非営利活動法人）。理事長は三羽良枝。
事務局を東京都新宿区三栄町9 第一神田ビルに置いている。

## 沿革
- 1996年　「メノポーズを考える会」として設立
- 1998年　電話相談開始
- 2004年　特定非営利活動法人（NPO）の法人格取得
- 2011年　「NPO法人女性の健康とメノポーズ協会」に名称変更

## 活動
- 専門家によるフォーラム（年1-2回）・更年期カウンセリング・語り合いの会（月1回：会員のみ）開催、無料電話相談、更年期アンケート調査、会報発行、乳がん撲滅運動・毎年記念日の乳がん検診、その他（メノポーズ健康エクササイズ[2]、講演活動など）[1]

## 会報
- 「ニュースレター」・「ミニレター」（年2-3回）

## 書籍・冊子・他
- 「更年期一人で悩まないで」（書籍）
- 「働く女性のヘルス＆ライフノート」（小冊子：送料・手数料のみ）
- 「よくわかる更年期ガイド～HRTから漢方まで最新情報」（小冊子：送料・手数料のみ）
- 「クオリティエイジング～40代のヘルスデザイン」（小冊子：送料・手数料のみ）
- 「エクオール」（小冊子：送料・手数料のみ）
- 「HRTデータブック」（小冊子：送料・手数料のみ）
- 「HRT使用状況に関するアンケート調査報告書」（頒布）
- 「メノポーズエクササイズ」（DVD、ビデオ）
- 「男も女も更年期から始めよう～976人に聞いたその時の変化、これからの準備～」（書籍）
- 「オリジナルブローチ」